# هیگی پیکلی
هیگی پیکلی (انگلیسی: Hege Peikli؛ زادهٔ ۲۳ آوریل ۱۹۵۷) ورزشکار اسکی صحرانوردی اهل نروژ است.